# Ряпинаский район
Ряпинаский район — административно-территориальная единица в составе Эстонской ССР, существовавшая в 1950—1961 годах. Центр — Ряпина. Население по переписи 1959 года составляло 19,8 тыс. чел. Площадь района в 1955 году составляла 1082,0 км².

## История
Ряпинаский район был образован в 26 сентября 1950 года, когда уездное деление в Эстонской ССР было заменено районным. В 1952 году район был включён в состав Тартуской области, но уже в апреле 1953 года в результате упразднения областей в Эстонской ССР район был возвращён в республиканское подчинение.
14 апреля 1961 года Ряпинаский район был упразднён. При этом Алакюлаский, Лээвиский, Линтеский, Микитамяэский, Сууреметсаский, Вериораский, Вярскаский сельсоветы и посёлок Ряпина переданы в состав Пыльваского района, а территория Мехикоормаского и Пийриссаареского сельсоветов — в состав Тартуского района.

## Административное деление
В 1955 году район включал 1 рабочий посёлок (Ряпина) и 12 сельсоветов: Алакюлаский (центр — Яама), Вериораский, Выынсуский (центр — Тоомасмяэ), Вярскаский, Леэвиский, Линтеский, Мехикоормаский (центр — Кюка), Микитамяэский (центр — Коксина), Параналуский, Пийрисаареский (центр — Пийри), Сатсериннаский, Сууреметсаский (центр — Мяэ-Ханикасе).